# Afgeleide
In de wiskunde is de afgeleide of het differentiaalquotiënt een maat voor verandering van een functie ten opzichte van verandering van zijn variabelen. Voor een functie in één variabele is de eerste afgeleide de limiet van de verhouding tussen de verandering in de functiewaarde en de verandering in de variabele die daaraan ten grondslag ligt. Wanneer die variabele een reële variabele is betekent dit meetkundig dat de afgeleide op een bepaald punt gelijk is aan de helling van de raaklijn aan de grafiek van deze functie in dit punt. 
Het woord afgeleide is hier in feite een afkorting van afgeleide waarde. Het is een waarde die van de oorspronkelijke functie is afgeleid. Het bepalen van de afgeleide van een functie heet differentiëren. Het begrip differentiaalquotiënt is historisch ontstaan, doordat de veranderingen, het verschil of de differentie, tussen een oorspronkelijke waarde en een kleine afwijking daarvan liggen.
Als de afgeleide van een functie {\displaystyle f} gedefinieerd is voor alle punten in het domein van {\displaystyle f}, wordt de daardoor bepaalde functie de afgeleide functie of kortweg de afgeleide genoemd. Het concept van de afgeleide van een functie werd in de 17e eeuw vrijwel tegelijkertijd door Isaac Newton en Gottfried Leibniz bedacht.
Volgens de hoofdstelling van de integraalrekening is differentiëren de omgekeerde bewerking van integreren.
Hieronder gaat het, tenzij anders vermeld, over reëelwaardige functies met een eenvoudig reëel domein, al geldt veel ook nog bij  generalisaties.

## Definitie
De afgeleide van de functie {\displaystyle f} die differentieerbaar is in het punt {\displaystyle a} van het domein, is in dat punt gedefinieerd als:
{\displaystyle f'(a)=\lim _{h\to 0}{\frac {f(a+h)-f(a)}{h}}}
Anders gezegd:
De afgeleide van de functie {\displaystyle f} in het punt {\displaystyle a} van het domein is gedefinieerd als
{\displaystyle f'(a)=\lim _{h\to 0}{\frac {f(a+h)-f(a)}{h}}}
als deze limiet bestaat. De functie heet dan differentieerbaar in het punt {\displaystyle a}. Afhankelijk van de context kunnen limietwaarden {\displaystyle \infty } en {\displaystyle -\infty } al of niet inbegrepen worden.
Als de functie in het hele domein differentieerbaar is, heet {\displaystyle f'} de afgeleide functie, die ook wordt genoteerd als:
{\displaystyle f'(x)={\frac {\mathrm {d} }{\mathrm {d} x}}f(x)={\frac {\mathrm {d} f(x)}{\mathrm {d} x}}}
Een equivalente definitie, die eenvoudiger naar de multivariabele analyse kan worden gegeneraliseerd, is de volgende:
Als er een reëel getal {\displaystyle L} en een functie {\displaystyle r} bestaan, zodat voor alle {\displaystyle h} geldt
{\displaystyle f(a+h)=f(a)+L\cdot h+r(h)}
en bovendien {\displaystyle \lim _{h\to 0}{\frac {r(h)}{h}}=0}, dan is {\displaystyle L} de afgeleide van {\displaystyle f} in {\displaystyle a}.

### Meer variabelen
Een functie {\displaystyle f} in meer variabelen kan naar ieder van de variabelen apart worden gedifferentieerd. Een partiële afgeleide van {\displaystyle f} is in dat geval een afgeleide van {\displaystyle f}, waarbij alleen naar een variabele de afgeleide is genomen en de andere variabelen als constanten worden beschouwd. De richtingsafgeleide breidt dit uit naar een willekeurige eenheidsvector.

## Voorbeeld 1
Een fietser rijdt langs een rechte weg. De weg die hij heeft afgelegd in de tijd {\displaystyle t} sinds hij begon te fietsen, is {\displaystyle s(t)}. Hoe snel fietste hij op het tijdstip {\displaystyle t_{0}}? Zijn snelheid wordt min of meer bepaald door de afstand die hij aflegde in de tijd {\displaystyle \Delta t} na het tijdstip {\displaystyle t_{0}}. Deze afstand is:
{\displaystyle \Delta s=s(t_{0}+\Delta t)-s(t_{0})}
Zijn gemiddelde snelheid in die periode was:
{\displaystyle {\bar {v}}={\frac {\Delta s}{\Delta t}}}
Hoe kleiner de periode {\displaystyle \Delta t} is, hoe meer de gemiddelde snelheid de snelheid {\displaystyle v(t_{0})} op het tijdstip {\displaystyle t_{0}} zal benaderen. Die snelheid is de limiet voor {\displaystyle \Delta t} naar 0 en heet de afgeleide van {\displaystyle s(t)} naar {\displaystyle t}:
{\displaystyle v(t_{0})=s'(t_{0})={\frac {{\rm {d}}s}{{\rm {d}}t}}(t_{0})=\lim _{\Delta t\to 0}{\frac {\Delta s}{\Delta t}}\ {\Bigg |}_{t=t_{0}}}

## Raaklijn

De afgeleide op een punt is gelijk aan de helling van de raaklijn aan de grafiek in het punt.

Laat {\displaystyle f:\mathbb {R} \rightarrow \mathbb {R} } een continue functie zijn. De raaklijn in het punt {\displaystyle (x,f(x))} aan de grafiek van {\displaystyle f} verkrijgt men door een koorde te beschouwen tussen de punten {\displaystyle (x,f(x))} en {\displaystyle (x+\Delta x,f(x+\Delta x))} en de afstand {\displaystyle \Delta x} steeds kleiner te nemen.
De helling van de koorde door de twee punten is
{\displaystyle {\frac {\Delta f}{\Delta x}}={\frac {f(x+\Delta x)-f(x)}{\Delta x}}}
Als de limiet voor afnemende {\displaystyle \Delta x} bestaat, is deze limiet de richtingscoëfficiënt van de raaklijn en wordt de afgeleide van {\displaystyle f} in het punt {\displaystyle x} genoemd.

## Notatie van afgeleide

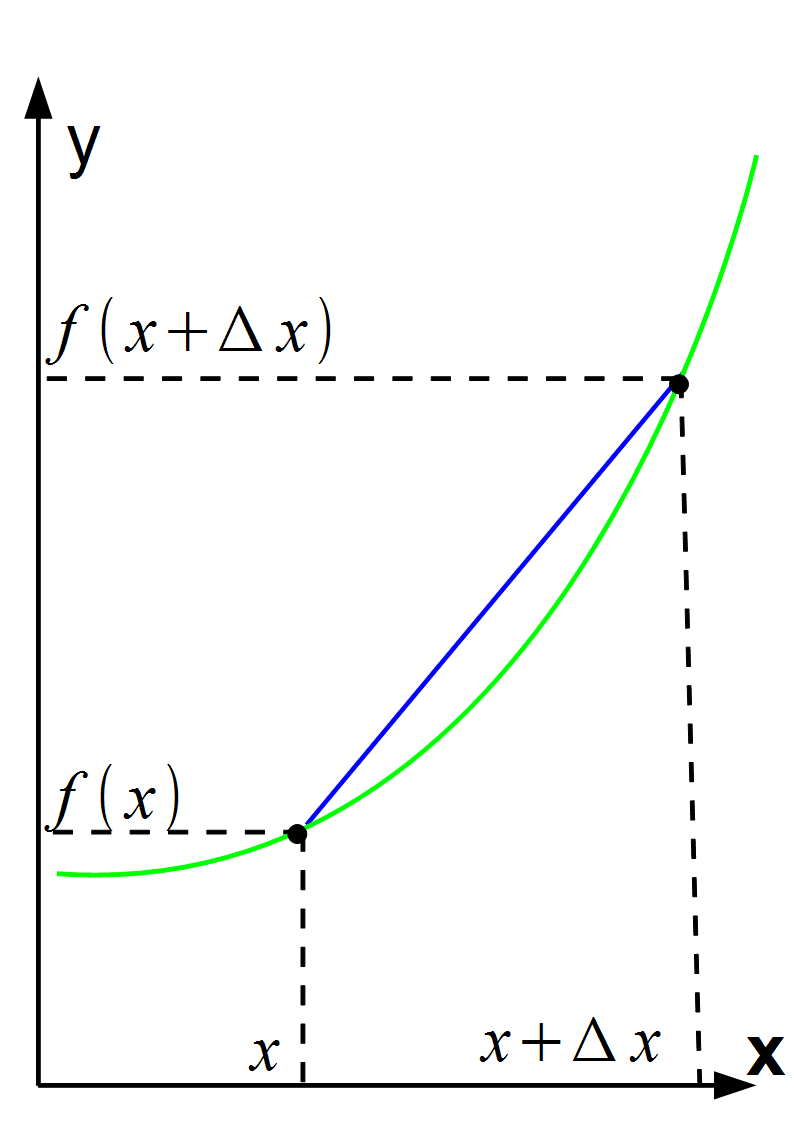

Animatie die een intuïtief idee geeft van de afgeleide

De afgeleide van een functie {\displaystyle f} met variabele {\displaystyle x} wordt genoteerd als {\displaystyle f^{\prime }}, spreek uit "{\displaystyle f}-accent", of als het differentiaalquotiënt {\displaystyle {\frac {\mathrm {d} f(x)}{\mathrm {d} x}}}. De notatie {\displaystyle \operatorname {D} \!f} wordt ook gebruikt. 
Varianten in de notatie zijn: {\displaystyle {\frac {\mathrm {d} }{\mathrm {d} x}}f(x)} of eenvoudigweg {\displaystyle {\frac {\mathrm {d} f}{\mathrm {d} x}}}.
Als {\displaystyle y=f(x)}, schrijft men soms {\displaystyle {\frac {\mathrm {d} y}{\mathrm {d} x}}}, {\displaystyle \operatorname {D} \!y} of {\displaystyle y^{\prime }}, of om verwarring te voorkomen {\displaystyle y_{x}^{\prime }}.
Hogere afgeleiden worden op dezelfde manier genoteerd. Zo wordt de tweede afgeleide geschreven als {\displaystyle f\,''}, of soms als {\displaystyle D_{2}f}, en de {\displaystyle n}-de afgeleide als {\displaystyle f^{(n)}}. Ook als hogere differentiaalquotiënten gebruikt men
{\displaystyle f\,''={\frac {\mathrm {d} }{\mathrm {d} x}}{\frac {\mathrm {d} f}{\mathrm {d} x}}={\frac {\mathrm {d^{2}} f}{\mathrm {d} x^{2}}}} of {\displaystyle {\frac {\mathrm {d^{2}} }{\mathrm {d} x^{2}}}f(x)}
en 
{\displaystyle f^{(n)}={\frac {\mathrm {d^{n}} f}{\mathrm {d} x^{n}}}} of {\displaystyle {\frac {\mathrm {d^{n}} }{\mathrm {d} x^{n}}}f(x)}

### Eenvoudige uitleg schrijfwijzen
De eerste afgeleide van een functie {\displaystyle y=f(x)} kan op meer manieren worden geschreven, zoals:
{\displaystyle f'(x),\ {\frac {\mathrm {d} f}{\mathrm {d} x}},\ \mathrm {D} f(x),\ f^{(1)}(x)}
In deze notaties kan {\displaystyle f} of {\displaystyle f(x)} ook vervangen worden door {\displaystyle y}.

## Eerste en hogere afgeleiden
De eerste afgeleide komt veel binnen de wiskunde voor, vooral in de analyse. Meestal wordt over de eerste afgeleide gesproken als alleen de afgeleide. Om  verschil te maken met afgeleiden van een hogere graad, zoals de tweede afgeleide, is er de aanduiding eerste afgeleide.
De eerste afgeleide van een functie geeft de mate van verandering van de functiewaarden aan en daarmee de mate van stijgen of dalen van de grafiek van de functie. De waarde van de eerste afgeleide functie in een bepaald punt geeft de waarde van de richtingscoëfficiënt van de raaklijn aan de grafiek in dat punt. Als de functie stijgt, is de afgeleide positief en als ze daalt, is de afgeleide negatief. De eerste afgeleide kan zo worden gebruikt om de extreme waarden van een functie, de maxima en de minima, op te sporen.
In een punt, waar een differentieerbare functie een extreme waarde bereikt, waar aan de ene kant de grafiek stijgt en aan de andere kant daalt, moet de eerste afgeleide wisselen van teken. In dat punt is de eerste afgeleide dus nul. Omgekeerd geldt dit niet! Een eerste afgeleide gelijk aan nul impliceert niet dat er een extreme waarde optreedt. Een punt waarin de afgeleide gelijk is aan 0, heet een stationair punt van de functie. In zo'n punt heeft de functie een extreme waarde of het is een buigpunt.Neem bijvoorbeeld {\displaystyle f(x)=x^{3}}. De eerste afgeleide van {\displaystyle f} is {\displaystyle f'(x)=3x^{2}}. Nu is {\displaystyle f'(0)=0}, maar in {\displaystyle x=0} heeft {\displaystyle f(x)} geen maximum of minimum, maar het punt {\displaystyle (0,0)} de oorsprong, is een buigpunt van {\displaystyle f}. Als de eerste afgeleide een meervoudig nulpunt is dat een even aantal keren voorkomt, heeft de functie daar een buigpunt.

### Afgeleiden van hogere orden
Is van een functie {\displaystyle f} de afgeleide {\displaystyle f^{\prime }} ook differentieerbaar, dan is het mogelijk hiervan de afgeleide {\displaystyle f''=(f')'} te bepalen. Deze heet de afgeleide van de tweede orde, of kortweg tweede afgeleide van {\displaystyle f}. Ook nog hogere afgeleiden komen voor. De {\displaystyle n}-de afgeleide van {\displaystyle f} wordt, als deze bestaat, aangeduid met {\displaystyle f^{(n)}}, of als {\displaystyle f} een functie is van de variabele {\displaystyle x} ook als:
{\displaystyle {\frac {\mathrm {d} ^{n}f}{\mathrm {d} x^{n}}}},   of {\displaystyle {\frac {\mathrm {d} ^{n}f(x)}{\mathrm {d} x^{n}}}}
De hogere afgeleiden van een functie {\displaystyle y=f(x)} kunnen bepaald worden uit de betrekking
{\displaystyle {\frac {\mathrm {d} ^{n}y}{\mathrm {d} x^{n}}}=\lim _{h\to 0}{\frac {\displaystyle \sum _{k=0}^{n}(-1)^{k}{\binom {n}{k}}f(x+kh)}{h^{n}}}}

## Afgeleiden van elementaire functies
- De afgeleide van de constante functie {\displaystyle f(x)=c} (constant) is:

{\displaystyle f'(x)=\lim _{h\to 0}{\frac {f(x+h)-f(x)}{h}}=\lim _{h\to 0}{\frac {c-c}{h}}=0}
- De afgeleide van {\displaystyle f(x)=x} is:

{\displaystyle f'(x)=\lim _{h\to 0}{\frac {f(x+h)-f(x)}{h}}=\lim _{h\to 0}{\frac {x+h-x}{h}}=\lim _{h\to 0}{\frac {h}{h}}=1}
- De afgeleide van {\displaystyle f(x)=x^{2}} is:

{\displaystyle f'(x)=\lim _{h\to 0}{\frac {f(x+h)-f(x)}{h}}=\lim _{h\to 0}{\frac {(x+h)^{2}-x^{2}}{h}}=}
{\displaystyle =\lim _{h\to 0}{\frac {x^{2}+2xh+h^{2}-x^{2}}{h}}=\lim _{h\to 0}{\frac {2xh+h^{2}}{h}}=\lim _{h\to 0}(2x+h)=2x}
- De afgeleide van {\displaystyle f(x)=x^{n}} voor natuurlijke {\displaystyle n>1}:

{\displaystyle f(x+h)=(x+h)^{n}=x^{n}+nhx^{n-1}+r(x,h)=f(x)+hnx^{n-1}+r(x,h)}
met
{\displaystyle \lim _{h\to 0}{\frac {r(x,h)}{h}}=0},
dus:
{\displaystyle f'(x)=nx^{n-1}}
Voor {\displaystyle n=1} is de bovenstaande afleiding niet geldig voor {\displaystyle x=0}, omdat {\displaystyle 0^{0}} niet gedefinieerd is. Bijgevolg geldt de bovenstaande formule voor de afgeleide van {\displaystyle x^{n}} voor {\displaystyle n>1}. De formule kan geldend gemaakt worden door de afspraak dat hier zal gelden dat 00 = 1.
- De regel voor de afgeleide van {\displaystyle f(x)=x^{n}} waarin {\displaystyle n\in \mathbb {N} _{0}}, kan uitgebreid worden naar {\displaystyle f(x)=x^{z}} waarin {\displaystyle z\in \mathbb {Z} _{0}}, een geheel getal verschillend van 0.

De afgeleide van {\displaystyle f(x)={\frac {1}{x}}=x^{-1}} is:
{\displaystyle f'(x)=-1\cdot x^{-1-1}=-x^{-2}={\frac {-1}{x^{2}}}}
- De regel kan nog verder worden uitgebreid naar {\displaystyle f(x)=x^{q}} waarin {\displaystyle q\in \mathbb {Q} _{0}}, een rationaal getal verschillend van 0.

De afgeleide van {\displaystyle f(x)={\sqrt {x}}=x^{\frac {1}{2}}} is:
{\displaystyle f'(x)={\tfrac {1}{2}}x^{{\frac {1}{2}}-1}={\tfrac {1}{2}}x^{-{\frac {1}{2}}}={\tfrac {1}{2{\sqrt {x\ }}}}}
- De afgeleide van {\displaystyle f(x)=e^{x}}

{\displaystyle f(x+h)=e^{x+h}=e^{x}(1+h+{\tfrac {1}{2}}h^{2}+\ldots )=f(x)+he^{x}+r(x,h)}
met
{\displaystyle \lim _{h\to 0}{\frac {r(x,h)}{h}}=0},
dus:
{\displaystyle f'(x)=e^{x}}
- Met deze regel kan verder afgeleid worden voor de afgeleide van {\displaystyle f(x)=x^{a}} met {\displaystyle a\in \mathbb {R} }, dat voor {\displaystyle x\neq 0} geldt:

{\displaystyle f'(x)=e^{a\log(x)}a\log '(x)=a\ x^{a}{\frac {1}{x}}=a\ x^{a-1}}
- De afgeleide van {\displaystyle f(x)=\ln(x)}, de natuurlijke logaritme

Deze afleiding is moeilijker dan de drie bovenstaande en vereist universitaire kennis met betrekking tot continuïteit en de e-macht. Verderop in dit artikel staat een vlotte, elegante afleiding via de kettingregel.
Noem ten behoeve van notatie: {\displaystyle 1/h=q}.
{\displaystyle \lim _{h\downarrow 0}{\frac {\ln(x+h)-\ln(x)}{h}}=\lim _{h\downarrow 0}{\tfrac {1}{h}}\ln \left({\frac {x+h}{x}}\right)=}
{\displaystyle =\lim _{q\to \infty }q\ln \left(1+{\tfrac {1}{qx}}\right)=\lim _{q\to \infty }\ln \left(\left(1+{\tfrac {1}{qx}}\right)^{q}\right)=}
(Gebruik continuïteit van de logaritme om de limiet en logaritme te verwisselen)
{\displaystyle =\ln \left(\lim _{q\to \infty }\left(1+{\tfrac {1}{qx}}\right)^{q}\right)}
{\displaystyle =\ln \left(\lim _{q\to \infty }\left(1+{\tfrac {1}{qx}}\right)^{qx}\right)^{\frac {1}{x}}}
(Gebruik een karakterisering van de e-macht)
{\displaystyle =\ln \left(e^{\frac {1}{x}}\right)={\frac {1}{x}}}
Analoog:
{\displaystyle \lim _{h\uparrow 0}{\frac {\ln(x+h)-\ln(x)}{h}}=\lim _{h\uparrow 0}{\tfrac {1}{h}}\ln \left({\frac {x+h}{x}}\right)=}
{\displaystyle =\lim _{q\to {-\infty }}q\ln \left(1+{\tfrac {1}{qx}}\right)=\lim _{|q|\to \infty }\ln \left(\left(1-{\tfrac {1}{|q|x}}\right)^{-|q|}\right)={\frac {1}{x}}}
Omdat linker- en rechterlimiet gelijk zijn, geldt:
{\displaystyle f'(x)={\frac {1}{x}}}
- Afgeleiden van goniometrische functies onder gebruikmaking van de onderstaande rekenregels:

De afleiding van de afgeleide van de sinus berust op de gehanteerde definitie, bijvoorbeeld de reeksdefinitie.
{\displaystyle \sin '(x)=\cos(x)}
{\displaystyle \cos '(x)=(\sin({\tfrac {\pi }{2}}-x))'=\sin '({\tfrac {\pi }{2}}-x)({\tfrac {\pi }{2}}-x)'=\cos({\tfrac {\pi }{2}}-x)(-1)=-\sin(x)}
{\displaystyle \tan '(x)={\frac {\sin '(x)\cos(x)-\sin(x)\cos '(x)}{\cos ^{2}(x)}}={\frac {\cos ^{2}(x)+\sin ^{2}(x)}{\cos ^{2}(x)}}={\frac {1}{\cos ^{2}(x)}}}
{\displaystyle \cot '(x)={\frac {\cos '(x)\sin(x)-\cos(x)\sin '(x)}{\sin ^{2}(x)}}={\frac {-(\sin ^{2}(x)+\cos ^{2}(x))}{\sin ^{2}(x)}}={\frac {-1}{\sin ^{2}(x)}}}
- Afgeleiden van cyclometrische functies

{\displaystyle \arcsin '(x)={\frac {1}{\sqrt {1-x^{2}\ }}}}
{\displaystyle \arccos '(x)={\frac {-1}{\sqrt {1-x^{2}\ }}}}
{\displaystyle \arctan '(x)={\frac {1}{1+x^{2}}}}
{\displaystyle \operatorname {arccot} '(x)={\frac {-1}{1+x^{2}}}}
- Afgeleiden van hyperbolische functies

{\displaystyle \sinh '(x)=\cosh(x)}
{\displaystyle \cosh '(x)=\sinh(x)}

## Rekenregels
- Lineariteit:

{\displaystyle (af)'(x)=af'(x)}
- Somregel:

{\displaystyle (f+g)'(x)=f'(x)+g'(x)}
- Productregel:

{\displaystyle (f\cdot g)'(x)=f'(x)g(x)+g'(x)f(x)}
- Quotiëntregel:

{\displaystyle \left({\frac {f}{g}}\right)'(x)={\frac {f'(x)g(x)-f(x)g'(x)}{g(x)^{2}}}}
- Kettingregel:

{\displaystyle (f\circ g)'(x)=f'(g(x))\cdot g'(x)}
- Afgeleide van inverse functie:

{\displaystyle (f^{-1})'(x)={\frac {1}{f'(f^{-1}(x))}}}

### Toepassing van de rekenregels
Met behulp van de rekenregels kan een eenvoudiger afleiding worden gegeven voor de afgeleide van de logaritme. De logaritme is de inverse van de e-macht, dus:
{\displaystyle 1=x'=\left(e^{\ln(x)}\right)'=e^{\ln(x)}\ln '(x)=x\ln '(x)}
dus:
{\displaystyle \ln '(x)={\frac {1}{x}}}.
We vinden ook de regel voor de vierkantswortel:
{\displaystyle \left({\sqrt {f}}\right)'={\frac {f'}{2{\sqrt {f\ }}}}} mits {\displaystyle f(x)>0}.
Met behulp van de kettingregel kan ook de afgeleide van {\displaystyle f(x)=a^{x}} worden bepaald, namelijk
{\displaystyle f(x)=a^{x}=e^{\ln(a^{x})}=e^{x{\ln(a)}}},
en dus:
{\displaystyle f'(x)=e^{x{\ln(a)}}{\ln(a)}=a^{x}{\ln(a)}}

## Niet differentieerbaar
De functie {\displaystyle f(x)=|x|} is weliswaar continu in het punt 0, maar daar niet differentieerbaar. Er geldt namelijk:
{\displaystyle \lim _{h\downarrow 0}{\frac {f(h)-f(0)}{h}}=\lim _{h\downarrow 0}{\frac {h}{h}}=1}
en
{\displaystyle \lim _{h\uparrow 0}{\frac {f(h)-f(0)}{h}}=\lim _{h\uparrow 0}{\frac {-h}{h}}=-1}
De linker- en rechterlimieten zijn ongelijk aan elkaar. Dit is aan de vorm van de grafiek van de functie ook goed te zien.
De functie signum of het teken van {\displaystyle x}: 
{\displaystyle f(x)=\operatorname {sgn}(x)={\begin{cases}-1&{\mbox{als }}x<0\\0&{\mbox{als }}x=0\\1&{\mbox{als }}x>0\end{cases}}}
is niet continu in het punt 0 en dus daar niet differentieerbaar. Er geldt:
{\displaystyle \lim _{h\downarrow 0}{\frac {f(h)-f(0)}{h}}=\lim _{h\downarrow 0}{\frac {1-0}{h}}=\infty }
en
{\displaystyle \lim _{h\uparrow 0}{\frac {f(h)-f(0)}{h}}=\lim _{h\uparrow 0}{\frac {-1-0}{h}}=\infty }

## Functies van meer dan een variabele
Als de functie {\displaystyle f} van meer dan één veranderlijke afhangt, kan men alle veranderlijken op een na een constante waarde geven en de afgeleide ten opzichte van de ene overblijvende veranderlijke bestuderen. Deze afgeleiden heten partiële afgeleiden.
Het artikel differentieerbaarheid bespreekt hoe de afgeleide van een functie van {\displaystyle \mathbb {R} ^{m}} naar {\displaystyle \mathbb {R} ^{n}} kan worden opgevat als een matrix.

## Toepassingen
Belangrijke toepassingen vindt de afgeleide in de wiskunde. Zo kan een maximum of minimum van een functie gevonden worden door de afgeleide te bepalen. Indien een functie voor een bepaalde {\displaystyle x}-waarde een (lokaal) maximum of een (lokaal) minimum bereikt, dan is de afgeleide van de functie op dat punt indien deze bestaat gelijk aan nul, en wisselt bij de daaropvolgende {\displaystyle x}-waarden van teken (wordt positief of juist negatief). Om een grafiek van een functie met de hand te tekenen is het daarom zinvol eerst de eventuele maxima en minima te bepalen. Om te bepalen of de punten waarin de afgeleide gelijk is aan nul maxima of minima zijn wordt soms gebruikgemaakt van de Hessiaan.
Een toepassing van de tweede afgeleide is het volgende. Indien {\displaystyle x} een punt is waarvoor geldt dat {\displaystyle f'(x)=0}, dan is het punt {\displaystyle x} een buigpunt, een lokaal maximum of een lokaal minimum. Deze drie gevallen kunnen onderscheiden worden door naar waarde {\displaystyle f''(x)} van de tweede afgeleide in het punt {\displaystyle x} te kijken. Als {\displaystyle f''(x)<0}, is er sprake van een lokaal maximum, en als {\displaystyle f''(x)>0}, is er een lokaal minimum. Is {\displaystyle f''(x)=0}, dan is nader onderzoek nodig van het verloop van de tweede afgeleide in een omgeving van {\displaystyle x} om een uitspraak (buigpunt, lokaal maximum, lokaal minimum) te kunnen doen.
Veel toepassingen heeft de afgeleide ook in de natuurkunde. Zo is bijvoorbeeld de snelheid de afgeleide bij het berekenen van plaats als functie van tijd. De versnelling is (bij een rechtlijnige beweging) dan weer de afgeleide van de snelheid.
Ook binnen de economie heeft de afgeleide verschillende toepassingen, zeker sinds de zogenaamde "marginale revolutie" binnen de economische wetenschap. Via de afgeleide kunnen we begrippen als marginale opbrengst en marginale kosten berekenen. In deze gevallen gaat het om de afgeleide van de totale opbrengst en de totale kosten.

## Voorbeeld 2

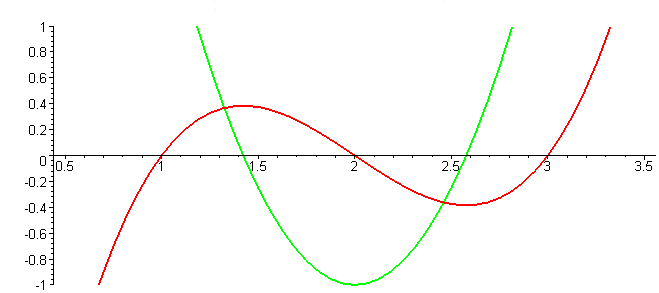

De continue functie {\displaystyle f(x)=(x-1)(x-2)(x-3)} stijgt tot {\displaystyle x=1{,}4}, de eerste afgeleide is er daar positief en in het punt {\displaystyle x=1{,}42} bereikt {\displaystyle f} een maximum.
Voor {\displaystyle x>1{,}42} daalt {\displaystyle f}, de eerste afgeleide is er negatief, tot een minimum wordt bereikt, in het minimum is de afgeleide 0. Daarna begint {\displaystyle f} opnieuw te stijgen en is de eerste afgeleide weer positief.

### Toepassing

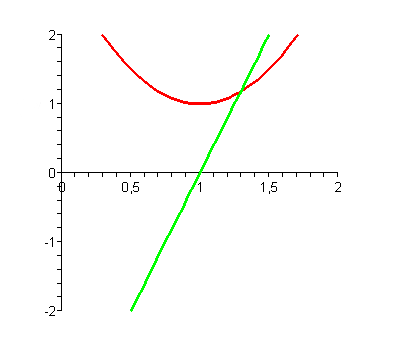

De grafiek van een kwadratische functie is een parabool. De algemene vorm is:
{\displaystyle g(x)=ax^{2}+bx+c}, met {\displaystyle a\neq 0}.
Deze functie is differentieerbaar, zodat we de plaats van de extreme waarden kunnen bepalen door na te gaan waar de afgeleide nul is.
Dit levert de vergelijking:
{\displaystyle g'(x)=2ax+b=0},
met als oplossing:
{\displaystyle x={\frac {-b}{2a}}}.
Omdat de afgeleide hier van teken wisselt, is de functiewaarde in dit punt inderdaad een extreme waarde, dus een minimum of een maximum. 
We nemen als voorbeeld 
{\displaystyle h(x)=2x^{2}-4x+3},
dus met:
{\displaystyle a=2,\ b=-4}.
Deze parabool is een dalparabool en heeft een extreme waarde in het punt {\displaystyle x={\frac {-b}{2a}}={\frac {4}{4}}=1}. In {\displaystyle x=1} heeft {\displaystyle h(x)} een minimum.

## Veel voorkomende afgeleiden
- Lijst van afgeleiden

## Websites
- Wetenschapsforum.nl, Minicursus differentiëren. Gearchiveerd op 22 september 2020.